# Перемишлянська міська рада
| Перемишлянська міська рада — орган місцевого самоврядування у Перемишлянському районі Львівської області з адміністративним центром у м. Перемишляни. Водоймища на території, підпорядкованій даній раді: річка Гнила Липа (головна річка Перемишлянського району). Міській раді підпорядковані населені пункти: - м. Перемишляни |

## Склад ради
Рада складається з 30 депутатів та голови.

### Керівний склад ради
| ПІБ                          | Основні відомості                                               | Дата обрання | Дата звільнення |
| ---------------------------- | --------------------------------------------------------------- | ------------ | --------------- |
| Бучок Петро Степанович       | Міський голова, 1953 року народження, освіта, безпартійний      | 26.03.2006   | 15.06.2010      |
| Зозуля Олександр Зіновійович | Міський голова, 1971 року народження, освіта вища, безпартійний | 31.10.2010   |                 |

Примітка: таблиця складена за даними джерела